# Reality (Album)
Reality ist das 24. Studioalbum von David Bowie und erschien am 15. September 2003 bei ISO/Columbia Records.

## Entstehung und Stil
Aufgenommen wurde von Januar bis Mai 2003 im Studio Looking Glass in New York. Das Album ist wie etwa Lou Reeds Album New York stark von der gleichnamigen Stadt inspiriert worden. Es ist sein zweites Album nach der Wiedervereinigung mit Tony Visconti und sollte wieder „eine identifizierbare Art einer Bowie/ Visconti-Produktion“ werden. Die Zusammenarbeit mit Columbia, die von ISO-Records arrangiert worden war, ermöglichte dem Künstler, das Album ohne Druck zu produzieren. Dem vorangehende Album Heathen war eine Tour gefolgt, von der nun einige Live-Musiker wie z. B. Schlagzeuger Sterling Campbell und Bowies langjährige Bassistin Gail Ann Dorsey auch bei den Aufnahmen des neuen Albums wieder dabei waren.
Bowies Lead-Stimme wurde, wie es in den meisten seiner Werke der Fall ist, dreimal aufgenommen, worüber dann Scratch-Gesang gelegt wurde.

## Trivia
- Nach Reality erschien zehn Jahre lang kein neues Studiomaterial Bowies mehr, bis zur Veröffentlichung der Single Where Are We Now? und dem Album The Next Day.[4]
- 2010 wurde das Livealbum A Reality Tour veröffentlicht mit Aufnahmen von Bowies Konzerten in Dublin am 22. und 23. November 2003.[5]
- Die Reality-Tour war Bowies letzte Tournee, der Auftritt am Hurricane-Festival, 25. Juni 2004, das letzte Konzert seiner Karriere.[6]
- Das Albumcover des Designers Rex Ray zeigt u. a. eine Zeichnung Bowies im Anime-Stil.[7]

## Titelliste
1. New Killer Star – 4:41
2. Pablo Picasso – 4:06
3. Never Get Old – 4:25
4. The Loneliest Guy – 4:12
5. Looking for Water – 3:28
6. She‘ll Drive the Big Car – 4:35
7. Days – 3:19
8. Fall Dog Bombs the Moon – 4:04
9. Try Some, Buy Some (George Harrison) – 4:24
10. Reality – 4:23
11. Bring Me the Disco King – 7:45

## Rezeption

### Charts und Chartplatzierungen
| ChartsChartplatzierungen       | Höchstplatzierung | Wochen |
| ------------------------------ | ----------------- | ------ |
| Deutschland (GfK)              | 3 (8 Wo.)         | 8      |
| Österreich (Ö3)                | 3 (8 Wo.)         | 8      |
| Schweiz (IFPI)                 | 5 (8 Wo.)         | 8      |
| Vereinigtes Königreich (OCC)   | 3 (5 Wo.)         | 5      |
| Vereinigte Staaten (Billboard) | 29 (4 Wo.)        | 4      |

### Auszeichnungen für Musikverkäufe
| Land/Region                  | Auszeichnungen für Musikverkäufe (Land/Region, Auszeichnung, Verkäufe) | Verkäufe |
| ---------------------------- | ---------------------------------------------------------------------- | -------- |
| Frankreich (SNEP)            | Gold                                                                   | 100.000  |
| Neuseeland (RMNZ)            | Gold                                                                   | 7.500    |
| Vereinigtes Königreich (BPI) | Gold                                                                   | 100.000  |
| Insgesamt                    | 3× Gold ·                                                              | 207.500  |

Hauptartikel: David Bowie/Auszeichnungen für Musikverkäufe